# 良乡站
良乡站是一个京广铁路上的铁路车站，位于北京市房山区拱辰街道，建于1899年，目前为三等站，邮政编码为102401。目前客运办理城市副中心线旅客乘降；货运：办理整车货物发到。

## 历史
良乡站作为京汉铁路车站之一于1899年1月启用:378。1903年5月修建车站至坨里的运煤专用线，1904年7月完工:25。
1954年铁路部门将京汉铁路本站至琉璃河区间进行复线化以缓解运力紧张的情况，当年12月开通，车站增加2条股道；1956年本站至长辛店区间复线工程开通，同时站内股道有效长度延长至850米，并修建至良乡海航独二团（良乡机场）的军事专用线。1966年铁路部门修建的连接京广线和京山线的黄良铁路自本站出岔，1973年又将原坨里支线延长至白草洼，京广线出岔点延伸至良乡站内并更名良陈铁路:27,28,94,95,119。
至1990年车站设有2条正线，到发线、调车线及牵出线共8条。货场面积1.01万平方米，内设有仓库1座、2条装卸线及货运站台:378。
1993年4月北京铁路分局将车站到发线延长至1050米并铺设电气集中设备，1994年1月竣工。同时为配合北京西站建设，铁路部门于1991年在良乡站上行处的长阳村修建西长联络线，1995年贯通、1996年1月开通:29,114。在西长联络线建设期间，部分线路建设物资经由本站转运。
因应北京市郊铁路城市副中心线西延需要，良乡站于2020年5月至7月进行适应性改造，工程包括新设客运综合楼、加高两座站台、重建天桥下站台楼梯等，相关工程已于2020年5月13日开工，房山区也同时开始对车站外的京电路和站前接驳条件进行改造优化。副中心线西延于2020年6月30日简易开通，首发列车为开往通州的S103次。

## 运用状况

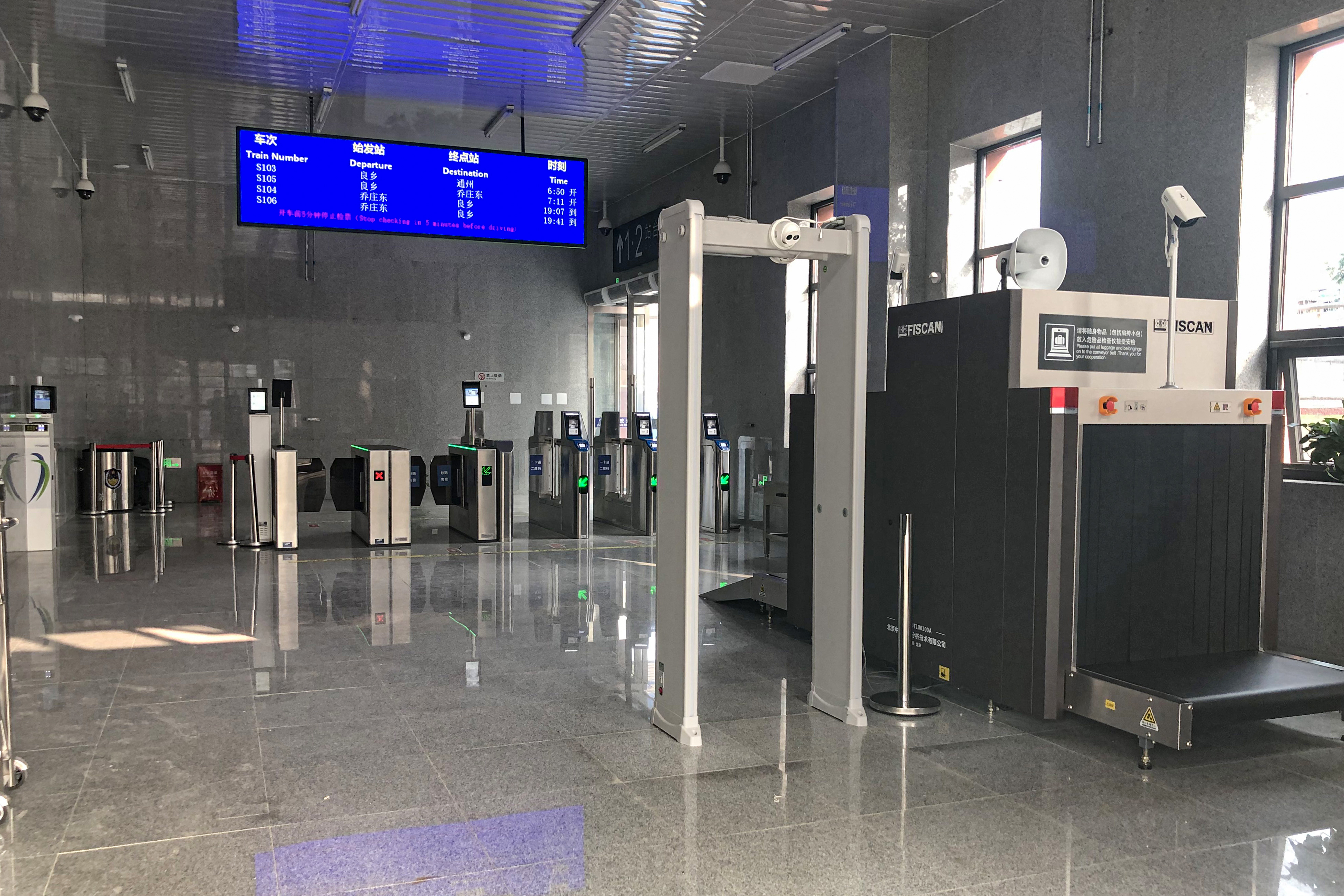
良乡站候车室

良乡站现时只有北京市郊铁路城市副中心线列车办理客运业务，货运办理整车普通货物到发。站内设有通往高末煤炭、北京电力设备总厂、中国原子能科学研究院、中铁十四局集团房桥有限公司、北京送变电公司、西南郊粮食仓库、北京市地方煤炭工业总公司、金泰恒业燃料坨里建材分公司、昊华能源大安山煤矿等单位的专用线。
由丰沙铁路经101线转往京广铁路的旅客列车会在良乡站换挂机车，如包头至南宁的Z338/335、Z336/337次列车。另外，韩城到北京的K609/610次列车的车体外放至该站。

### 客流量
2020年6月30日市郊铁路城市副中心线延长到良乡站后，副中心线客流量出现明显增长。全线工作日客流较开通前增长了120%，在7月27日突破了2000人次。良乡站周客流同比开通第一周，增长了约71%，日均到发客流近600人次，约占到全线客流的40%。